# شون ماكلين
شون ماكلين (بالإنجليزية: Sean McLean)‏ هو منافس ألعاب قوى أمريكي، ولد في 23 مارس 1992 في رالي في الولايات المتحدة.

## وصلات خارجية
- شون ماكلين على موقع الاتحاد الدولي لألعاب القوى (الإنجليزية)
- شون ماكلين على موقع الدوري الماسي (الإنجليزية)
- شون ماكلين على موقع اللجنة الأولمبية والبارالمبية الأمريكية (الإنجليزية)